# Euphyia emberizata
Euphyia emberizata là một loài bướm đêm trong họ Geometridae.